# Спеціальний розвідувальний полк (Велика Британія)
Спеціальний розвідувальний полк (англ. Special Reconnaissance Regiment, SRR) — спеціальна розвідувальна частина Армії Британії. Полк був створений 6 квітня 2005 року та є частиною Сил спеціальних операцій Великої Британії (UKSF) під командуванням директора сил спеціального призначення, поряд зі Спеціальною повітряною службою (SAS), Спеціальною човновою службою (SBS) та Групою підтримки спеціальних сил (SFSG).
Полк проводить широкий спектр заходів, пов'язаних з таємним спостереженням і розвідкою. SRR набирає свій персонал з існуючих підрозділів і може набирати добровольців з будь-яких службовців чоловічої або жіночої статі британських збройних сил.

## Історія

### Створення
Спеціальний розвідувальний полк було створено у Королівській військовій академії у Сандхерсті, широко відомій просто як Сандхерст. Він проводить операції з спостереження, головним чином, у зв'язку з «боротьбою з терористичною діяльністю» (проте не обмежуючись цим). Він був створений, щоб полегшити завдання Спеціальної повітряної служби і Спеціальної човнової служби в цій ролі і як вважається, налічує близько 500—700 осіб. За повідомленнями ЗМІ стан вони розміщуються на базі Спеціальної повітряної служби в Херефорді.
СРР був створений, щоб задовольнити попит на спеціальні вміння та можливості розвідника, визначені у Стратегічному оборонного огляді: Нова глава, опублікована в 2002 році у відповідь на теракти 11 вересня 2001 року. [8]
Полк був сформований навколо ядра вже існуючої 14 роти розвідки, що зіграла аналогічну роль проти Тимчасової Ірландської республіканської армії у Північній Ірландії під час Смути.

### Війна в Іраку
Полк був активний під час війни в Іраку в рамках Цільової групи Black / лицаря, хоча члени інших британських спецпідрозділів скептично ставилися до цінності полку, до середини 2006 року кілька операторів SRR працювали в Багдаді. Вони сформували спеціальні загони розвідувальний, які були під командуванням офіцерів SRR сила була складена з цільової групи Black операторів / лицарських, які проводили складні місії спостереження за всьому місту.

### Вбивство Жана Шарля де Менезес
22 липня 2005 року Жан Шарль де Менезес був застрелений озброєними співробітниками поліції в лондонському метро на станції Stockwell. Три повідомлення ЗМІ несуть непідтверджені твердження від атрибуції урядових джерел Великої Британії, які SRR персоналу були залучені в інтелект зусиль по збору, що веде до стрільби і на поїзді в той час як труби стався наступальні дії. Часткове Міністерство оборони відповідь повідомляє The Sunday Times.

### Північна Ірландія
У березні 2009 року головний констебль сер Х'ю Орд повідомив Ірландії Поліцейська рада Північного що він просив Спеціального розвідувального полку, які будуть розгорнуті в Північній Ірландії, щоб допомогти поліції Північної Ірландії (PSNI) збір розвідувальних даних про дисидентських республіканцями. Він стверджував, що вони не будуть мати оперативну роль і буде повністю відповідати, відповідно з вимогами Угоди Сент — Ендрюс . Заступник першого міністра і Шинн Фейн депутат Мартін Макгіннесс і лідер Шинн Фейн Джеррі Адамс засудив рух, в той час Демократичної юніоністської партії (DUP) М. П. Ян Пейслі, молодший сказав СРР «не представляє абсолютно ніякої загрози для будь-якої громади в Північній Ірландії». [14] [15] СРР війська, як повідомляється, виведені в 2011 році, але були відправлені назад в Північній Ірландії в 2015 році, щоб допомогти виявити і запобігти спроб нападів з боку республіканської армії Real Irish і безперервністю ірландської республіканської армії.
У наприкінці 2015 року був повідомлено, налічувалося близько 60 Спеціальні цивільному і беззбройні війська спостереження рекогносцировки полку, що діють в Північній Ірландії, в тому числі в немаркованих транспортних засобів.

### Ємен і Сомалі
У квітні 2016 року, було виявлено, що члени Спеціального розвідувального полку були прикомандировані до МІ — 6 команд Ємену навчати єменські сили боротьбі з АКАП, а також визначення цілей для ударів безпілотників, поряд з SAS, вони несли аналогічну роль в Сомалі . [18] [19] [20]

## Особливості уніформи
Особовий склад зберігає форму своїх батьківських організацій з додаванням «смарагдово — сірого» берета і кокарди СРР. У Кокарді, як і у інших підрозділів UKSF є Excalibur (легендарний меч короля Артура), котрий у випадку СРР розміщується за Коринфським шоломом і прикритий внизу стрічкою з написом «розвідувальний». стабільна стрічка СРР схожа за стилем до тої, що і в SAS, тим не менш, будучи темно — синього кольору, він темніше.